# غريغوريو هوناسان
غريغوريو هوناسان (بالإنجليزية: Gregorio Honasan)‏ (و. 1948  م) هو سياسي فلبيني، ولد في باغويو، ويحمل رتبة عسكرية عقيد.

## مناصب
تولى منصب عضو مجلس الشيوخ الفلبيني (منذ 30 يونيو 2007)
- عضو مجلس الشيوخ الفلبيني (30 يونيو 1995–30 يونيو 2004).

## التعليم
تعلم في الأكاديمية العسكرية الفلبينية ‏.